# Moderniste (histoire)
Un historien moderniste est un spécialiste de l'époque moderne, soit celle que l'on découpe académiquement de 1453, soit la chute de Constantinople, ou 1492, la découverte des Amériques par Christophe Colomb, à 1789, avec le début de la Révolution française, ou 1792, soit la proclamation de la Première République,.